# Juan Pablo Segovia
Juan Pablo Segovia González (ur. 21 marca 1989 w Corrientes) – argentyński piłkarz występujący na pozycji środkowego obrońcy, od 2023 roku zawodnik urugwajskiego Montevideo City Torque.